# Schizopera longirostris
Schizopera longirostris är en kräftdjursart som först beskrevs av Daday 1901.  Schizopera longirostris ingår i släktet Schizopera och familjen Diosaccidae. Inga underarter finns listade i Catalogue of Life.